# Fez (That '70s Show)
Pour les articles homonymes, voir Fez.
Fez (Foreign Exchange Student) est un personnage fictif de la sitcom américaine That '70s Show et tient un rôle mineur dans son spin-off That '90s Show. Il est joué par l'acteur Wilmer Valderrama.

## Description
(août 2021).
- Si vous ne connaissez pas le sujet, laissez ce bandeau (vous pouvez alors contacter les auteurs).
- Si vous supprimez le contenu mis en cause (vous pouvez préalablement contacter les auteurs),

argumentez précisément cette suppression dans la page de discussion
(un manque de référence n'est pas un argument ; une recherche réelle de référence doit avoir été effectuée, être formellement documentée).
Peu de choses sont connues sur ce personnage. Son nom et son pays d'origine sont toujours cachés et il ne peut jamais les mentionner sans qu'un bruit extérieur ne couvre sa voix par contre dans la saison 6 épisode 5 (visite de l'agent de l'immigration), Red parle de le renvoyer en Argentine mais rien n'est confirmé.
Il est le dernier de la bande à perdre sa virginité (durant la saison 5) et fait souvent des allusions liées au sexe. Selon ses dires, plein de choses "banales" l'excitent. Durant les premières saisons, il est fou amoureux de Jackie qui est pour lui l'un de ses plus gros fantasmes.
Il travaillera un temps au service des préfectures et s'amourachera de sa patronne Nina. Ensuite, il deviendra employé dans un salon de coiffure.
À cause d'une mauvaise blague qui lui coûte son permis de séjour, il épouse Laurie afin de devenir un citoyen américain. Ils divorcent ensuite et il se met finalement en couple avec Jackie dans le dernier épisode de la série.
Il mentionne sa sœur dans un épisode où Kelso couche avec celle de Hyde. Il dit alors qu'il a bien fait de la laisser dans son pays d'origine.
Il se lie d'ailleurs d'une grande amitié envers Kelso au fil de la série (on peut remarquer ce rapprochement vers la fin de la saison 5). Il n'hésite pas à le citer comme modèle, notamment pour sa beauté.
Un flashback montre également Fez vêtu d'un réel fez.